# Lauren Orrell
Pour les articles homonymes, voir Lauren et Orrell.
Lauren Orrell, née en 1982 à Nambour dans le Queensland en Australie, est une actrice, productrice, scénariste et réalisatrice australienne.

## Biographie
De 2014 à 2016, Lauren Orrell fait partie du quatuor lesbien de la mini-série de Julie Kalceff, Starting From … Now!, en compagnie de Sarah de Possesse, Rosie Lourde et Bianca Bradey,.

## Filmographie

### Actrice
- 2006 : Voodoo Lagoon : Lucy
- 2009 : Lamb Island (court métrage) : l'étrangère
- 2010 : The Brisbane Line (court métrage documentaire) : Irene Phillips
- 2010 : Lucydia (court métrage)
- 2010 : Don't Show Mother : Amy
- 2011 : Keys to Your Heart (court métrage) : Mildred
- 2011 : Sleeping Beauty : serveuse du dîner
- 2011 : Rescue Special Ops (série télévisée) : Kaz Wright
- 2011 : Dream Cradle (court métrage) : Syria (voix)
- 2011 : Dearest Rose (court métrage) : Rose
- 2011 : Brush : Beth
- 2012 : Sleeper : Sara
- 2012 : Tender (court métrage) : la seconde femme froide
- 2013 : Cheetah (court métrage) : Vicky
- 2013 : Move (court métrage) : Jacquie
- 2014 : The Pale Moonlight (court métrage) : Autumn
- 2014 : Locks of Love : Miriam
- 2014 : Fade (court métrage) : Lola
- 2015 : The Tail Job : Janet
- 2015 : Rip (court métrage) : la surfeuse
- 2014-2016 : Starting From … Now! (série télévisée) : Kristen Sheridan[3] (28 épisodes)
- 2016 : How I Won the Miles Franklin Book Award (court métrage) : Edith Smits
- 2017 : Skinford : Nikkon
- 2017 : Mother, Child (court métrage) : la voisine (voix)
- 2016 : Beehive (court métrage) : Vera
- 2017 : Green River: Part One (court métrage) : Lauren Orrell
- 2017 : Green River: Part Two (court métrage) : Lauren Orrell
- 2018 : How I Won the Miles Franklin Book Award (court métrage) : Edith Smits
- 2018 : Conscious : Clémentine Jackson
- 2018 : Skinford: Chapter Two : Nikon
- 2018 : Pimped : Mélanie

### Scénariste
- 2007 : Adam (court métrage)
- 2016 : The Replacement (court métrage)

### Productrice
- 2014 : Starting From … Now! (série télévisée) (18 épisodes)
- 2016 : The Replacement (court métrage)
- 2017 : Green River: Part One (court métrage)
- 2017 : Green River: Part Two (court métrage)
- 2018 : Conscious

### Réalisatrice
- 2016 : The Replacement (court métrage)